# Vidra
Vidra (znanstveno ime Lutra lutra) je zver iz družine kun, ki živi tudi na področju Slovenije.

## Opis
Ta sesalec temno rjave barve je povsem prilagojen življenju v vodi. Zraste povprečno 90 cm v dolžino, izjemoma tudi preko enega metra, plečna višina pa doseže okoli 30 cm. Odrasla žival tehta povprečno okoli 10 kg. Žival je izjemno hidrodinamično oblikovana, saj večino časa preživi v vodi, kjer lovi svoj glavni plen - ribe. Pri plavanju si pomaga z močnim repom, s katerim se poganja skozi vodo in, ki predstavlja polovico vidrine skupne dolžine. Poleg rib so njena hrana tudi manjši sesalci in dvoživke, pa tudi rastlinska hrana. Vidre so pretežno nočne živali, zato jih v naravi le redko opazimo tudi tam, kjer sicer ta ogrožena živalska vrsta živi.

## Razširjenost
Vidro najdemo v čistih vodotokih in jezerih, ki imajo razčlenjeno obalo, ki nudi dovolj kritja ter poraščenih bregovih. V evropi jo je najti skoraj povsod, izumrla naj bi le v Švici, Liechtensteinu in na Nizozemskem. V Sloveniji naj bi živelo okoli 120 vider, najdemo pa jih predvsem na Goričkem in Štajerskem ter ponekod na Dolenjskem, Notranjskem in Gorenjskem.
Po naravi so vidre samotarske živali, ki se srečujejo le ob parjenju, točno obdobje v katerem parjenje poteka pa do danes še ni ugotovljeno. Tako strokovnjaki predvidevajo, da je obdobje parjenja odvisno od starosti živali. Parjenje poteka v plitvi vodi, brejost samice pa traja okoli dva meseca. Samica povrže med dva in pet mladičev, ki jih  v t. i. vidrini vzgaja sama, brlog pa zapustijo po 8 do 10 tednih.

## Ogroženost
Vidro so sprva preganjali zaradi škode, ki jo je povzročala ribičem, kasneje pa so jo lovili zaradi njenega gostega krzna, ki je postalo statusni simbol. Zaradi pretiranega izlova in človekovega poseganja v njeno naravno okolje pa je postala vidra ena najbolj ogroženih vrst sesalcev v Evropi. Dodatno jo ogrožajo regulacije vodnih tokov, hidromelioracije ter odstranjevanje obrežnega rastlinstva. Intenzivno kmetijstvo, organske in industrijske odplake pa onesnažujejo vodo in zastrupljajo njeno hrano.
Danes je vidra strogo zaščitena živalska vrsta v 24 evropskih državah, ponekod pa so začeli vidre celo umetno vzrejati in jih vračati v njihovo naravno okolje.